# NGC 2575
NGC 2575 је спирална галаксија у сазвежђу Рак која се налази на NGC листи објеката дубоког неба.
Деклинација објекта је + 24° 17' 49" а ректасцензија 8h 22m 45,0s. Привидна величина (магнитуда) објекта NGC 2575 износи 12,8 а фотографска магнитуда 13,5. NGC 2575 је још познат и под ознакама UGC 4368, MCG 4-20-40, CGCG 119-75, KUG 0819+244, IRAS 08198+2427, PGC 23501.